# Berric
Berric (Berrig trong tiếng Bretagne) là một xã ở tỉnh Morbihan, vùng Bretagne tây bắc Pháp. Xã này có diện tích 21,45 km², dân số năm 1999 là 1027 người. Khu vực này có độ cao từ 24-122 mét trên mực nước biển.
Cư dân của Berric danh xưng trong tiếng Pháp là Berricois.